# Herleshausen
Herleshausen is een gemeente in de Duitse deelstaat Hessen, en maakt deel uit van de Werra-Meißner-Kreis.
Herleshausen telt 2.766 inwoners.
Tussen 1946 en 1990 lag Herleshausen aan de Duits-Duitse grens en was hier de grensovergang Wartha-Herleshausen, de enige grensovergang tussen de deelstaten Hessen en Thüringen.
In Herleshausen is een militair kerkhof (Sowjetische Kriegsgräberstätte Herleshausen) waar 1.593 Sovjet-Russische krijgsgevangen begraven zijn.  Deze krijgsgevangenen werden ingezet voor de bouw van de autoweg "Autobahn Hersfeld-Berlin" in 1944 en 1945.  Deze autosnelweg is in gebruik als de A4. 

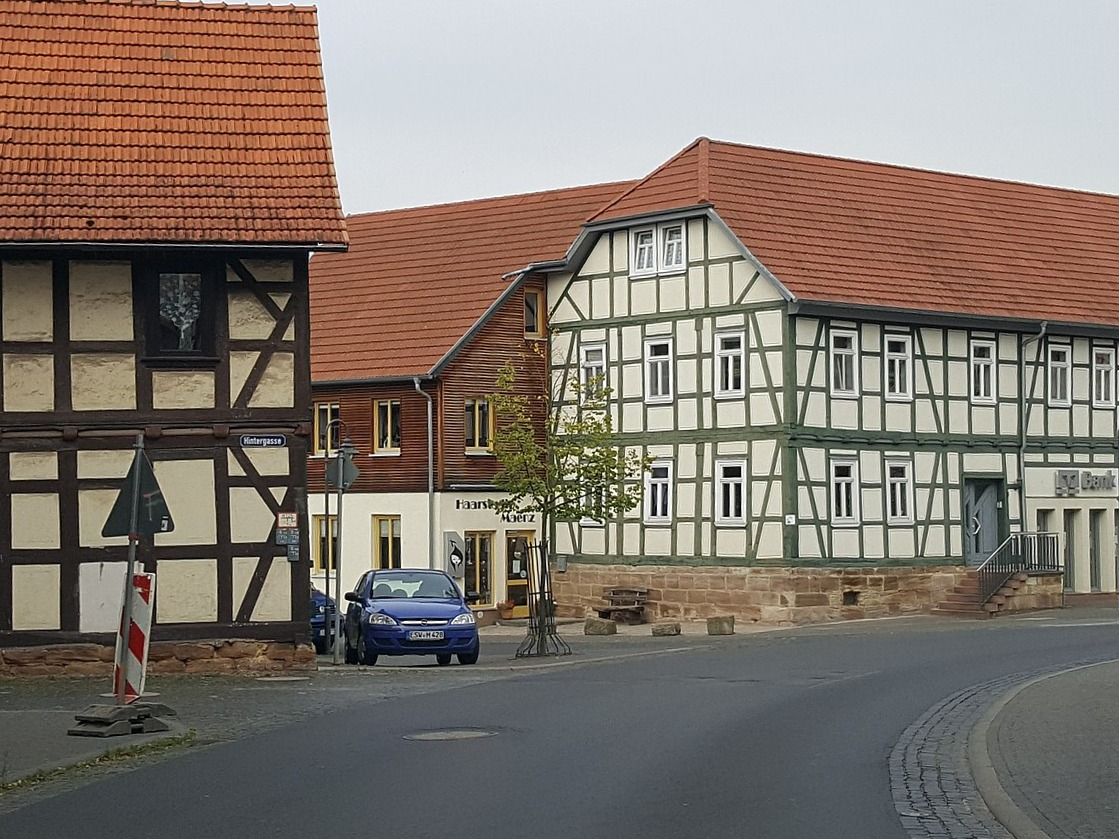
Woningen in Herleshausen

Herleshausen heeft een aantal prachtig onderhouden woningen waarbij hout verwerkt wordt met leem en kalk, of geïmiteerd.

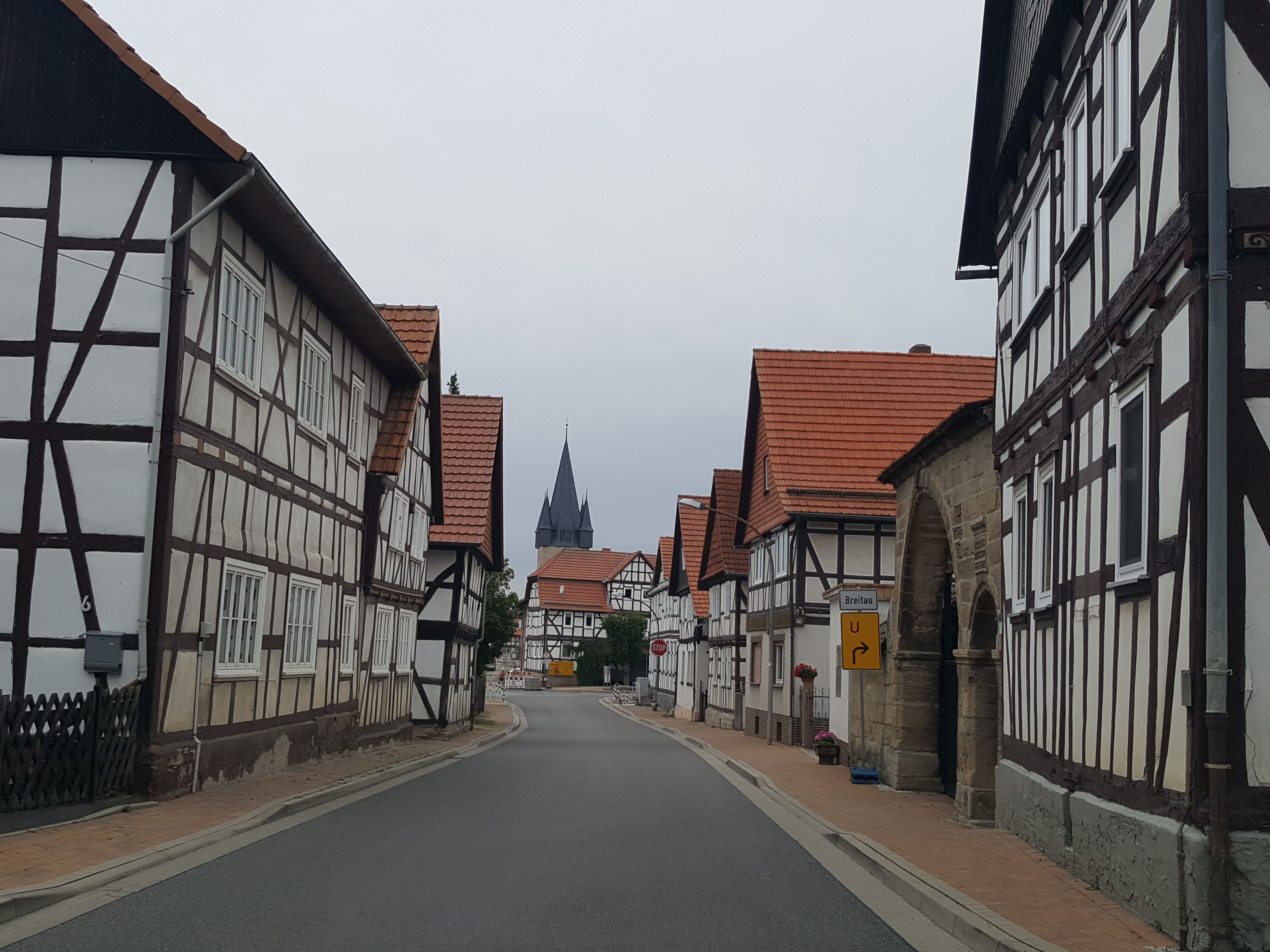

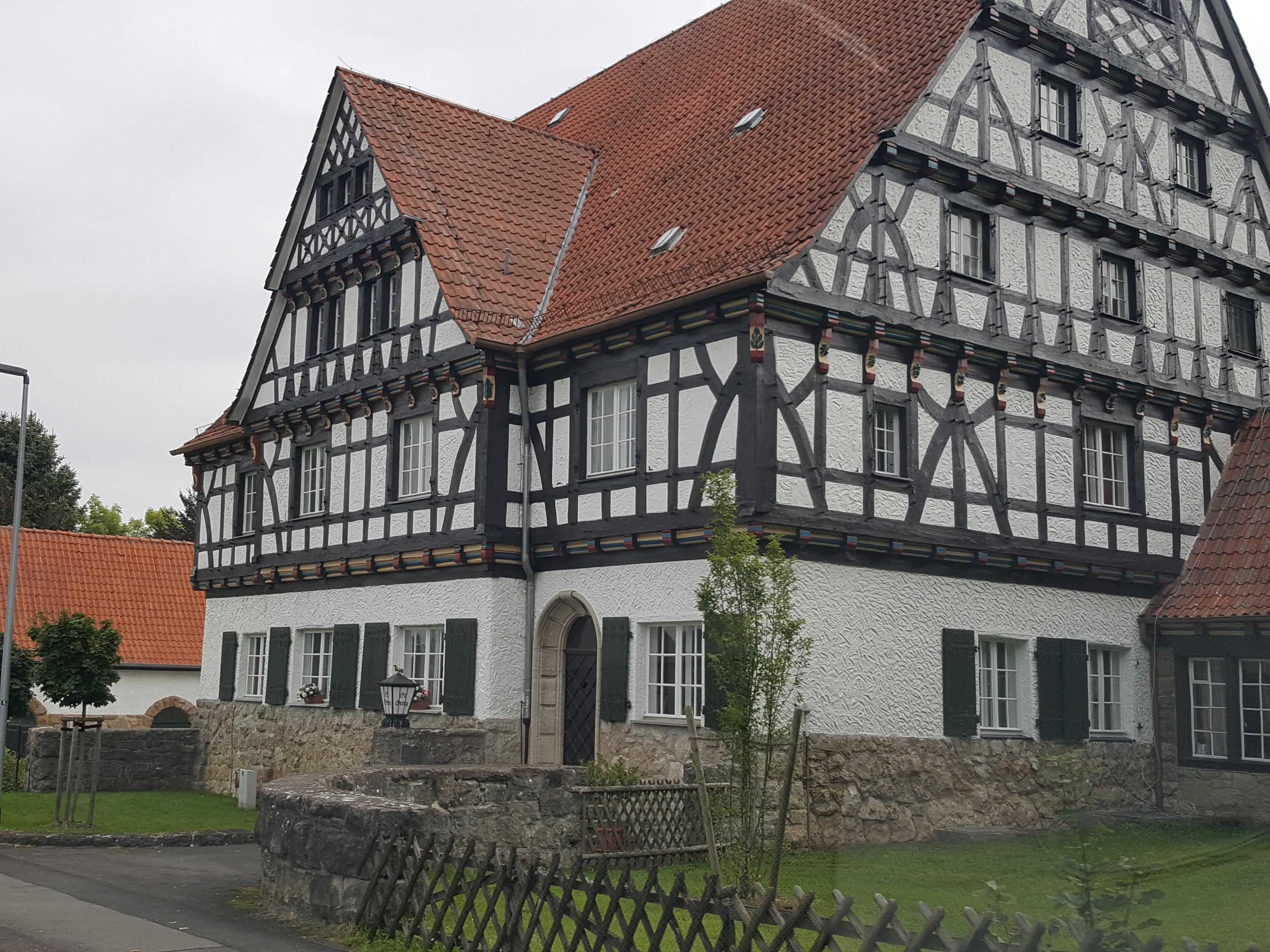

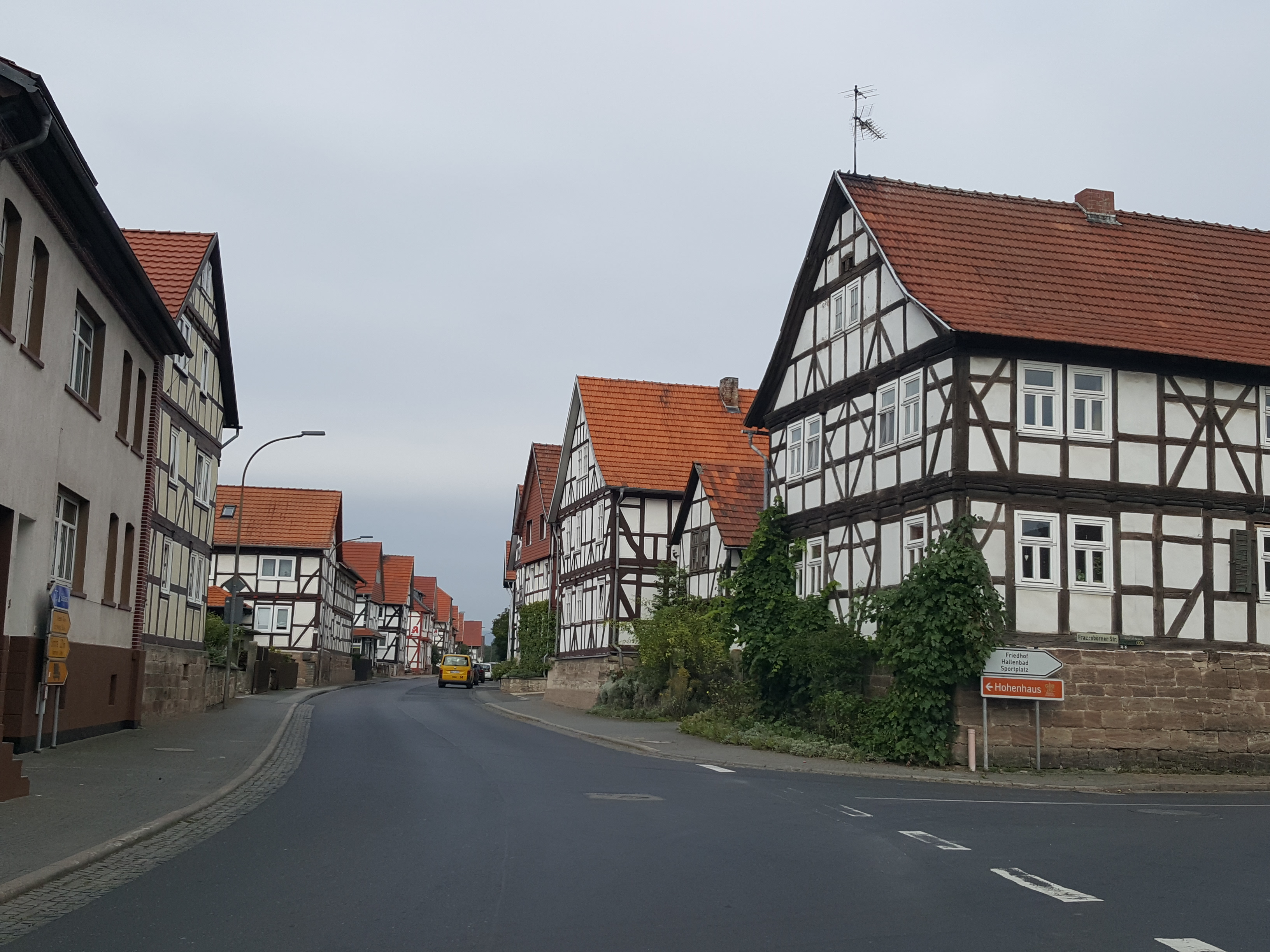
Woningen in Herleshausen

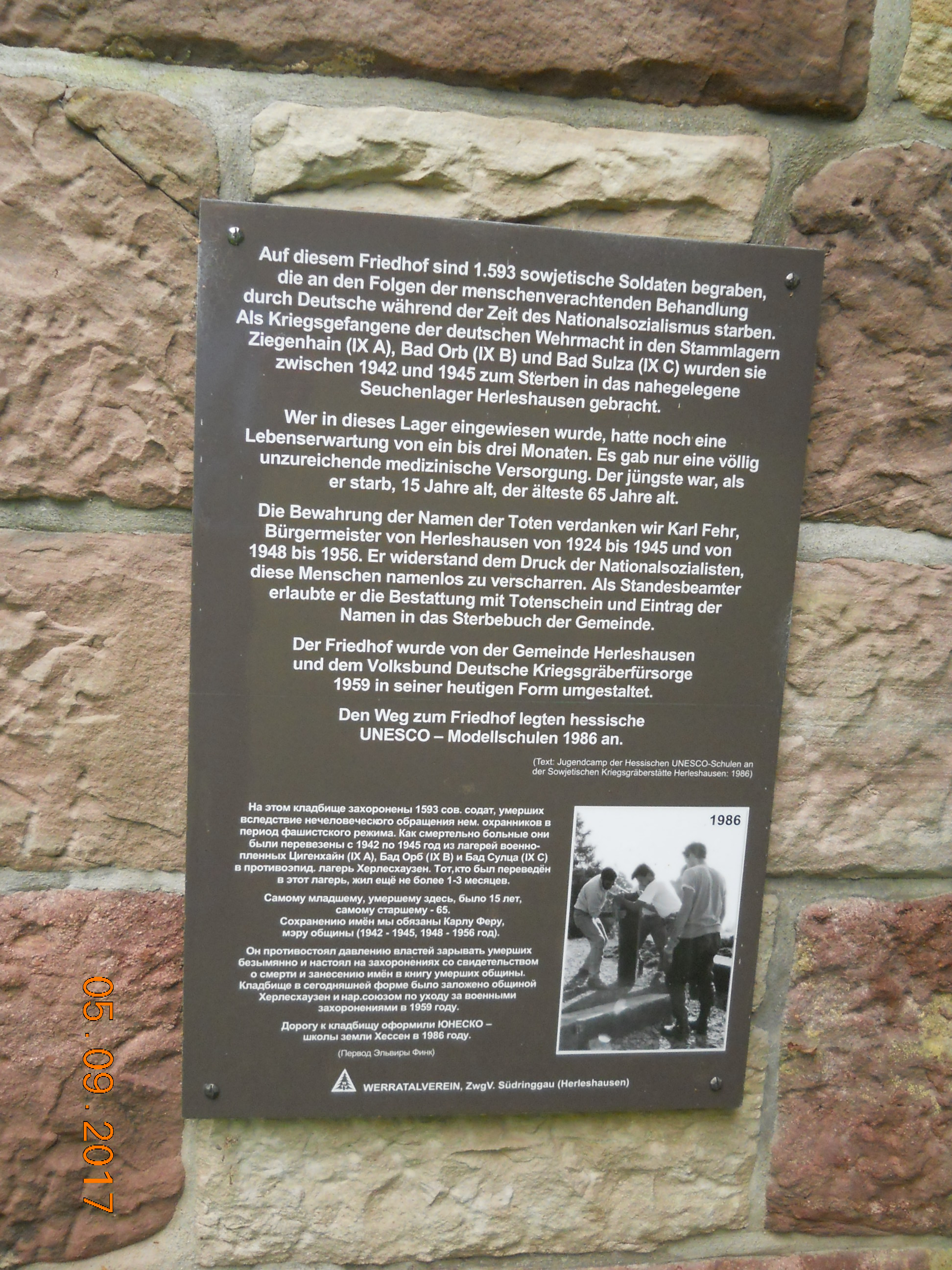

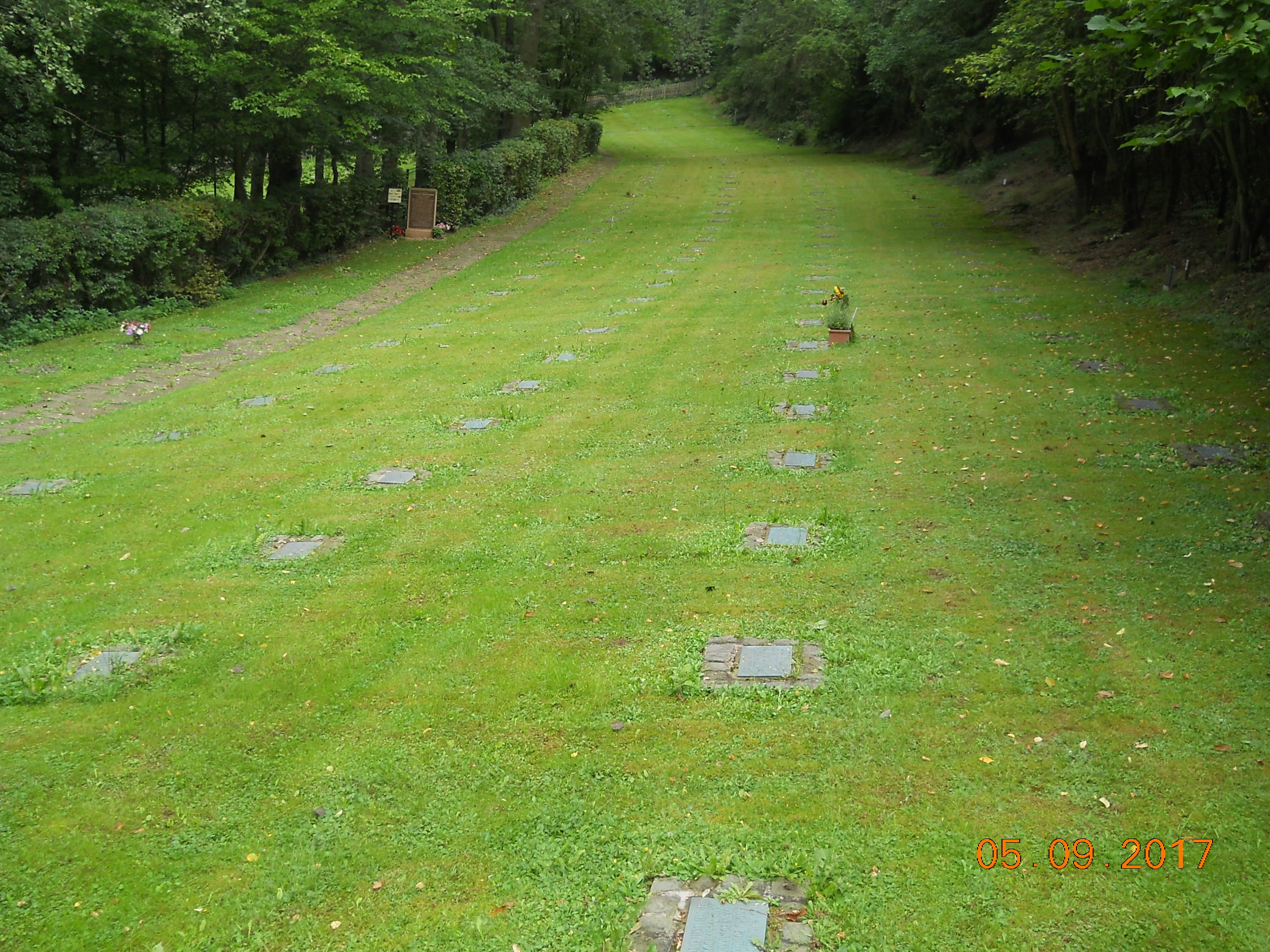

Bad Sooden-Allendorf · Berkatal · Eschwege · Großalmerode · Herleshausen · Hessisch Lichtenau · Meinhard · Meißner · Neu-Eichenberg · Ringgau · Sontra · Waldkappel · Wanfried · Wehretal · Weißenborn · Witzenhausen